# Neafrapus
Neafrapus és un gènere d'ocells de la família dels apòdids (Apodidae). Aquests falciots habiten en l'Àfrica subsahariana.

## Taxonomia
Segons la classificació del Congrés Ornitològic Internacional (versió 2.5, 2010) aquest gènere està format per dues espècies:
- falciot cuaespinós de Boehm (Neafrapus boehmi).
- falciot cuaespinós de Cassin (Neafrapus cassini).